# Nipponocis unipunctatus
Nipponocis unipunctatus es una especie de coleóptero de la familia Ciidae.

## Distribución geográfica
Habita en Japón.